# مونا مارشال
مونا مارشال (Mona Marshall) (اسمها الحقيقي مونا مورتيكا إيانوتي (Mona Mortica Ianotti)) هي مؤدية أصوات أمريكية ولدت في 31 أغسطس 1947 في لوس أنجلوس.

## أدوارها في الأنمي

### مسلسلات أنمي تلفزيونية
- بليتش - إيتشيغو كوروساكي (أيام الطفولة)
- لاست إكسايل - لوسيولا
- ناروتو - إيناري
- أبطال الديجيتال الجزء الأول - شادي
- أبطال الديجيتال الجزء الثاني - شادي
- أبطال الديجيتال الجزء الثالث - قنفذ
- تنبو إيبون أياكاشي أياشي - كاوانابي كيوساي
- لاف هينا - موتوكو أوياما
- روزن ميدن - جون ساكورادا
- روزن ميدن ترويمند - جون ساكورادا
- وولفز راين - توبوي
- X - ناتاكو
- فايت/ستاي نايت Unlimited Blade Works - شيرو إميا (أيام الطفولة)
- فايت/زيرو - شيرو إميا
- الإكسورسيست الأزرق - كونيكومارو ميوا
- تشوبيتس - مينورو كوكوبونجي

### أفلام أنمي
- سلسلة أفلام ديجيمون أدفنتشر تراي
  - ديجيمون أدفنتشر تراي الفصل الأول: لم الشمل - كوشيرو إيزومي

## أدوارها في ألعاب الفيديو
- بيرسونا 3 - تشيدوري
- بيرسونا 3 فيس - تشيدوري
- بيرسونا 3 بورتبل - تشيدوري
- تيلز أوف فيسبيريا - بيليوس
- تيلز أوف إكسيليا - سونيا رولاندو، نوم
- غود إيتر بورست - شيو
- سلسلة ألعاب دوت هاك - كايت
- دراكنغارد 3 - غابرييلا

## وصلات خارجية
- مونا مارشال على موقع IMDb (الإنجليزية)
- مونا مارشال على موقع روتن توميتوز (الإنجليزية)
- مونا مارشال على موقع قاعدة بيانات الفيلم (الإنجليزية)
- مونا مارشال على موقع ANN person (الإنجليزية)